# Pápasalamon
Pápasalamon község Veszprém vármegyében, a Pápai járásban.

## Fekvése
Pápától délnyugatra, a Bitva-patak mellett fekszik. A szomszéd települések: észak felől Dáka, kelet felől Kup, dél felől Doba, délnyugat felől Somlószőlős, nyugat felől pedig Nagyalásony. A három legközelebbi város Ajka, Devecser és Pápa, mindháromtól légvonalban körülbelül 13-16 kilométerre, közúton ennél valamivel nagyobb távolságra található.

### Megközelítése
Közúton a 8-as és a 83-as főutak felől is könnyen megközelíthető, az említett három város irányából. Ajka felől a 8-as főútról a 8401-es útra kell letérni, ahonnan Noszlop után mintegy 3,5 kilométerre kanyarodik el a faluba vezető 84 108-as számú mellékút. Devecser felől Noszlopig a 8402-es út vezet, utána az előbb írt útvonalat kell követni. Pápa felől a 8403-as útra kell rátérni a 83-as főútról, majd Dáka lakott területét elhagyva, mintegy 2,5 kilométer után érhető el a Pápasalamonra vezető út elágazása.

## Története
Pápasalamont a 11-12. század körül alapíthatták.
1402-ben Salamon, 1602-ben Salamonfalu néven említették az okiratokban.
A falut a középkorban a győri püspök egyházi nemesei lakták, és 1488-ban említették templomát is, mely a mostani temető helyén állt..
A török időkben elpusztult, 1531-ben már csak mint puszta volt említve puszta, majd háromszáz évig lakatlanul állt, és csak a 18. század elején telepítették újra.
1910-ben 1137 lakosából 1042 magyar, 19 német volt. Ebből 1136 volt római katolikus.
A 20. század elején Veszprém vármegye Pápai járásához tartozott.

## Közélete

### Polgármesterei
- 1990–1994: Nagy Sándor (független)[3]
- 1994–1998: T. Nagy Sándor (független)[4]
- 1998–1999: T. Nagy Sándor (független)[5]
- 2000–2002: Somogyi Győző (független)[6][7]
- 2002–2006: Horváth Ferenc (független)[8]
- 2006–2010: Horváth Ferenc (független)[9]
- 2010–2014: Horváth Ferenc (független)[10]
- 2014–2017: Bánki Mihály Pálné (független)[11]
- 2017–2019: Tóth Frigyes (független)[12][13]
- 2019–2024: Nepusz Nándor (független)[14]
- 2024– : Nepusz Nándor (független)[1]

A településen 2000. január 30-án időközi polgármester-választást tartottak, a korábbi polgármester halála miatt.
2017. április 23-án ismét időközi polgármester-választást kellett tartani Pápasalamonban, a korábbi polgármester asszony lemondása okán. A posztért három független jelölt indult, akik közül a győztes 69,19 %-os eredményt ért el.

## Népesség
A település népességének változása:
| Lakosok száma | 370  | 360  | 357  | 353  | 331  | 331  | 331  |
|               | 2013 | 2014 | 2015 | 2021 | 2022 | 2023 | 2024 |

A 2011-es népszámlálás során a lakosok 96,2%-a magyarnak, 1,4% németnek, 6,9% cigánynak, 0,3% románnak mondta magát (3,6% nem nyilatkozott; a kettős identitások miatt a végösszeg nagyobb lehet 100%-nál). A vallási megoszlás a következő volt: római katolikus 79,9%, református 5,2%, evangélikus 1,4%, görögkatolikus 0,3%, felekezeten kívüli 6% (6,9% nem nyilatkozott).
2022-ben a lakosság 84,6%-a vallotta magát magyarnak, 9,4% cigánynak, 0,6% németnek, 0,3% románnak, 0,9% egyéb, nem hazai nemzetiségűnek (15,4% nem nyilatkozott; a kettős identitások miatt a végösszeg nagyobb lehet 100%-nál). Vallásuk szerint 45,6% volt római katolikus, 1,2% református, 1,2% evangélikus, 0,3% egyéb keresztény, 1,2% egyéb katolikus, 6,9% felekezeten kívüli (43,5% nem válaszolt).

## Nevezetességei
Római katolikus temploma 1753-ban épült Keresztelő Szent János tiszteletére, késő barokk stílusban. 1812-ben tornyot is építettek hozzá. A templomot 1993-ban újították fel. A belsejében található falfreskó Keresztelő Szent János születését jeleníti meg. A templomhajóban nagyméretű, Jézust és Máriát ábrázoló tiroli faszobrok, illetve Szent Antalról készült öntvény szobor találhatók. Az épület ma műemléki védelem alatt áll.